# Русалка (фильм, 2016)
«Русалка» (кит. 美人鱼) — китайско-гонконгский фильм 2016 года режиссёра Стивена Чоу. Фильм вышел в прокат в Китае 8 февраля 2016 года и на тот момент стал самым кассовым фильмом в истории китайского кинематографа, собрав в прокате 553 миллиона долларов США.

## Сюжет
Бизнесмен Лю Сюань покупает остров и использует эхолокационные технологии, чтобы отпугивать морскую живность. Он не знает о том, что в этой местности живёт группа людей-русалок, многие из которых погибают из-за действий людей. Группа выживших русалок решает спланировать убийство Сюаня и отправляют для этой цели молодую и красивую русалку по имени Шен, которая должна соблазнить и убить Сюаня.

## В ролях
- Джелли Линь — Шен
- Ден Чао — Лю Сюань
- Шоу Ло
- Китти Чжан
- Лу Чжэнъюй
- Вэнь Чжан
- Крис У
- Ли Сён-чин
- Чиу Чи-Лин
- Цуй Харк

## Критика
Фильм получил в основном положительные оценки кинокритиков. На сайте Rotten Tomatoes фильм имеет рейтинг 95 % на основе 50 рецензий критиков со средней оценкой 6,9 из 10. На сайте Metacritic фильм получил оценку 69 из 100 на основе 16 рецензий, что соответствует статусу «в основном положительные отзывы».